# Буниа (аэропорт)
Международный аэропорт Буниа (фр. Aéroport de Bunia) (ИАТА: BUX, ИКАО: FZKA) — расположен к северу от одноименного города Буниа, провинция Итури, на северо-востоке Демократической Республики Конго.

## Аварии и инциденты
22 апреля 1960 года при подлете к аэропорту разбился пассажирский самолет Douglas DC-4. Погибли все 7 членов экипажа, 28 пассажиров. Вероятная причина аварии — авария произошла из-за того, что пилот, капитан, выполнил снижение, когда высота нижней границы облаков (потолок) была ниже минимума, требуемого Администрацией и Эксплуатантом.